# Brachystelma huttonii
Brachystelma huttonii är en oleanderväxtart som först beskrevs av William Henry Harvey, och fick sitt nu gällande namn av Nicholas Edward Brown. Brachystelma huttonii ingår i släktet Brachystelma och familjen oleanderväxter. Inga underarter finns listade i Catalogue of Life.